# RIVER'S ISLAND
『RIVER'S ISLAND』（リヴァーズ・アイランド）は、日本のロックバンドである杉山清貴&オメガトライブの2枚目のオリジナル・アルバム。タイトルはニューヨークのマンハッタンを指している。
1984年3月21日にVAPからリリースされ、プロデューサーは藤田浩一、エグゼクティブ・プロデューサーは遠藤勝彦と北村篤識が担当しており、前作『AQUA CITY』（1983年）では夏や海をテーマとした楽曲が中心だったが、今作では街を舞台にした楽曲が多く、歌詞カードはアメリカの新聞を模したデザインとなっており、サウンドもブラック・コンテンポラリーを意識し、音楽の方向性が明確に変化した。
先行シングルである「君のハートはマリンブルー」（1984年）のロングヒットもあって、本作はオリコンチャートで3位を獲得し、1984年の年間アルバムチャートでは23位にランクインした。
2022年3月23日にリリースされたリミックス・アルバム『RIVER'S ISLAND REMIX』（リヴァーズ・アイランド リミックス）も同時に記述する。

## リリース
1984年3月21日にVAPからLPレコードとCTの2形態でリリースされた。
1984年8月21日に初CD化され、その後1990年3月21日と1994年6月1日に2度再リリースされた。
2016年9月14日にMEG-CDとしてリリースされた。

## 収録曲

### LPレコード, CT
| #         | タイトル                                              | 作詞      | 作曲              | 編曲      | 時間  |
| --------- | ----------------------------------------------------- | --------- | ----------------- | --------- | ----- |
| 1.        | 「リヴァーズ・アイランド」(RIVER'S ISLAND)            | 秋元康    | 林哲司            | 林哲司    | 4:43  |
| 2.        | 「アスファルト・レディー」(ASPHALT LADY)              | 康珍化    | 林哲司            | 林哲司    | 5:08  |
| 3.        | 「ドゥ・イット・アゲイン」(DO IT AGAIN)               | 康珍化    | 林哲司            | 林哲司    | 4:30  |
| 4.        | 「サタディ・ジェネレーション」(SATURDAY'S GENERATION) | 秋元康    | 西原俊次 杉山清貴 | 松下誠    | 4:42  |
| 合計時間: | 合計時間:                                             | 合計時間: | 合計時間:         | 合計時間: | 19:03 |

| #         | タイトル                                                   | 作詞      | 作曲      | 編曲      | 時間  |
| --------- | ---------------------------------------------------------- | --------- | --------- | --------- | ----- |
| 1.        | 「君のハートはマリンブルー」(KIMI NO HEART WA MARINE BLUE) | 康珍化    | 林哲司    | 林哲司    | 4:55  |
| 2.        | 「最後のナイト・フライト」(SAIGO NO NIGHT FLIGHT)          | 秋元康    | 杉山清貴  | 志熊研三  | 4:32  |
| 3.        | 「ビコーズ」(BECAUSE)                                      | 秋元康    | 林哲司    | 林哲司    | 4:20  |
| 4.        | 「レイニー・ハーバー・ライト」(RAINY HARBOR LIGHT)         | 小林和子  | 林哲司    | 林哲司    | 4:18  |
| 5.        | 「サイレント・ロマンス」(SILENT ROMANCE)                   | 康珍化    | 林哲司    | 林哲司    | 4:50  |
| 合計時間: | 合計時間:                                                  | 合計時間: | 合計時間: | 合計時間: | 22:55 |

### CD, MEG-CD
| #         | タイトル                                                   | 作詞      | 作曲              | 編曲      | 時間  |
| --------- | ---------------------------------------------------------- | --------- | ----------------- | --------- | ----- |
| 1.        | 「リヴァーズ・アイランド」(RIVER'S ISLAND)                 | 秋元康    | 林哲司            | 林哲司    | 4:43  |
| 2.        | 「アスファルト・レディー」(ASPHALT LADY)                   | 康珍化    | 林哲司            | 林哲司    | 5:08  |
| 3.        | 「ドゥ・イット・アゲイン」(DO IT AGAIN)                    | 康珍化    | 林哲司            | 林哲司    | 4:30  |
| 4.        | 「サタディ・ジェネレーション」(SATURDAY'S GENERATION)      | 秋元康    | 西原俊次 杉山清貴 | 松下誠    | 4:42  |
| 5.        | 「君のハートはマリンブルー」(KIMI NO HEART WA MARINE BLUE) | 康珍化    | 林哲司            | 林哲司    | 4:55  |
| 6.        | 「最後のナイト・フライト」(SAIGO NO NIGHT FLIGHT)          | 秋元康    | 杉山清貴          | 志熊研三  | 4:32  |
| 7.        | 「ビコーズ」(BECAUSE)                                      | 秋元康    | 林哲司            | 林哲司    | 4:20  |
| 8.        | 「レイニー・ハーバー・ライト」(RAINY HARBOR LIGHT)         | 小林和子  | 林哲司            | 林哲司    | 4:18  |
| 9.        | 「サイレント・ロマンス」(SILENT ROMANCE)                   | 康珍化    | 林哲司            | 林哲司    | 4:50  |
| 合計時間: | 合計時間:                                                  | 合計時間: | 合計時間:         | 合計時間: | 41:58 |

## 楽曲解説
1. リヴァーズ・アイランド
  - 作曲を担当した林哲司のお気に入りの1曲で、アレンジはプロデューサーの意向に沿い、ブレイクや16のクイをかなり多用している[1]。
2. アスファルト・レディー
  - 先行シングル。表記は無いが演奏時間も1分ほど長いアルバム・ヴァージョンとして収録されている。本来はこちら作りたかった姿であり、当時の歌謡界の風潮だったタイトなラテン乗りの曲調を意識している[1]。
3. ドゥ・イット・アゲイン
  - 70年代ソウルの要素を前面に打ち出した楽曲で、ディスコの乗りで、ブラス・セクションはテープの速度を上げて使用している[1]。
4. サタディ・ジェネレーション
  - 西原俊次と杉山清貴のメンバー共作で、西原が作った曲にサビ部分を杉山が手伝った楽曲で、キーが高い上に、ファルセットがあまり好きではなかったため、歌入れには苦労したという[1]。
5. 君のハートはマリンブルー
  - 先行シングルで、TBS系ドラマ『年ごろ家族』の主題歌に使用された[4]。
  - 林は自宅でこたつにあたりながらギターを爪弾いて制作し、杉山は細かい歌い方や感情の込め方まで、プロデューサーから念入りな指導を受けたという[1]。
6. 最後のナイト・フライト
  - 作曲に苦心していた杉山が、杉山清貴&オメガトライブの前身バンドであるきゅうてぃぱんちょす時代に録音していた自作曲のデモテープを物色していたところ、サビだけ録音してあったこの曲の断片を発見し、そこへAメロとBメロを足して完成させたという[1]。
7. ビコーズ
  - 作曲を担当した林としては、あまりオメガトライブらしくないと思っているという[1]。
8. レイニー・ハーバー・ライト
9. サイレント・ロマンス
  - 作曲を担当した林いわく、この楽曲は、上田正樹の「悲しい色やね」（1982年）の杉山バージョンであると語っている[1]。
  - 杉山のシングル「Glory Love」（2009年）[5]にてセルフカバーされた。

## クレジット
- Produced by Koichi Fujita
- Exective Producer : Katsuhiko Endo, Atsushi Kitamura
- Directer : Shigeru Matsuhashi, Ken Σ
- Sound Adviser : Tetusji Hayashi
- Recording Engineer : Kunihiko Shimizu, Jun Wakao
- Second Engineer : Yoshiaki Matsuoka & mixer's Lab.Stuff
- Recording Studio : Nichion Studio, JVC Aoyama
- Digital Mastering : JVC DAS 900
- Musician Coordinator : Akira Kawashima
- Artist Management : Triangle Production

- Front Cover Photo : Cerard Champlong
- Back Cover & Inner Photo : Takatsugu Kitagawa
- Artist Photo : Tadayasu Ozawa
- Design : Isao Sakai, Kanoko Showji “Soap”inc.

## タイアップ
| # | 曲名                         | タイアップ                  | 出典  |
| - | ---------------------------- | --------------------------- | ----- |
| 5 | 「君のハートはマリンブルー」 | TBS系TV『年ごろ家族』主題歌 | [ 4 ] |

## リリース履歴
| No. | 日付          | レーベル | 規格       | 規格品番   | 備考         |
| --- | ------------- | -------- | ---------- | ---------- | ------------ |
| 1   | 1984年3月21日 | VAP      | LPレコード | 30136-28   |              |
| 1   | 1984年3月21日 | VAP      | CT         | 50136-28   |              |
| 2   | 1984年8月21日 | VAP      | CD         | 80002-35   |              |
| 3   | 1990年3月21日 | VAP      | CD         | VPCC-80377 | 再リリース盤 |
| 3   | 1994年6月1日  | VAP      | CD         | VPCC-84004 | 再リリース盤 |
| 4   | 2016年9月14日 | VAP      | MEG-CD     | MSCL-60858 | 再リリース盤 |

## RIVER'S ISLAND REMIX
『RIVER'S ISLAND REMIX』（リヴァーズ・アイランド リミックス）は、日本のロックバンドである杉山清貴&オメガトライブのリミックス・アルバム。
2022年3月23日にVAPからリリースされ、プロデューサーは林哲司、コ・プロデューサーは志熊研三が担当している。
杉山清貴&オメガトライブの結成40周年を記念した企画の第2弾として発表され、林による総監修のもとリミックスが施されている。

### リリース
2022年3月23日にVAPからBlu-spec CD2としてリリースされ、ボーナス・トラックとして、6曲目の「最後のナイト・フライト」のリ・アレンジバージョンである「SAIGO NO NIGHT FLIGHT 86」が収録されている。

### 収録曲
| #         | タイトル                                  | 作詞      | 作曲              | 編曲      | ミックス  | 時間  |
| --------- | ----------------------------------------- | --------- | ----------------- | --------- | --------- | ----- |
| 1.        | 「RIVER'S ISLAND」(REMIX)                 | 秋元康    | 林哲司            | 林哲司    | 三浦瑞生  | 4:53  |
| 2.        | 「ASPHALT LADY」(REMIX)                   | 康珍化    | 林哲司            | 林哲司    | 三浦瑞生  | 5:19  |
| 3.        | 「DO IT AGAIN」(REMIX)                    | 康珍化    | 林哲司            | 林哲司    | 内沼映二  | 4:33  |
| 4.        | 「SATURDAY'S GENERATION」(REMIX)          | 秋元康    | 西原俊次 杉山清貴 | 松下誠    | 内沼映二  | 4:50  |
| 5.        | 「KIMI NO HEART WA MARINE BLUE」(REMIX)   | 康珍化    | 林哲司            | 林哲司    | 内沼映二  | 4:57  |
| 6.        | 「SAIGO NO NIGHT FLIGHT」(REMIX)          | 秋元康    | 杉山清貴          | 志熊研三  | 内沼映二  | 4:35  |
| 7.        | 「BECAUSE」(REMIX)                        | 秋元康    | 林哲司            | 林哲司    | 三浦瑞生  | 4:40  |
| 8.        | 「RAINY HARBOR LIGHT」(REMIX)             | 小林和子  | 林哲司            | 林哲司    | 三浦瑞生  | 4:18  |
| 9.        | 「SILENT ROMANCE」(REMIX)                 | 康珍化    | 林哲司            | 林哲司    | 内沼映二  | 4:45  |
| 10.       | 「SAIGO NO NIGHT FLIGHT 86」(BONUS TRACK) | 秋元康    | 杉山清貴          | 志熊研三  | 三浦瑞生  | 5:01  |
| 合計時間: | 合計時間:                                 | 合計時間: | 合計時間:         | 合計時間: | 合計時間: | 47:51 |

### クレジット
- Dedicated to Koichi Fujita

- Produced by Tetsuji Hayashi
- Co-Produced by Ken Shiguma
- Official Supported by Kiyotaka Sugiyama
- Directed by Ryosuke Chinen (VAP)
- Mix Engineer：Eiji Uchinuma, Mizuo Miura@Lab Recorders (Mixer's Lab.)
- Second Enginieered by Shintaro Goto
- Mastering by Takuo Kato@Warner Music Mastering (Mixier's Lab.)
- Production Co-ordinated by Mikito Honda (Island Afternoon), Hiromi Hayashi (Samurai Music Corporation)
- Art Direction & Designed by Michitaka Nakamura (tetome)
- Special Thanks to Kazumi Iwasaki, Kunihiko Shimizu, Haruhiro Urata (Nippon Television Music Corp.), Yuichi Nakamura (Mixer's Lab.), Yoshihisa Nagata, Akihiro Onozato
- Media Promotion : Gakuto Komatsu (VAP)
- Sales Promotion : Ayako Yamazaki (VAP)
- Supervisor : Masami Yoshida (VAP)
- Exective Produced by Yoshiro Yasuoka (VAP)

### リリース履歴
| No. | 日付          | レーベル | 規格         | 規格品番   | 備考 |
| --- | ------------- | -------- | ------------ | ---------- | ---- |
| 1   | 2022年3月23日 | VAP      | Blu-spec CD2 | VPCC-86395 |      |